# Guido Ferraro
Guido Ferraro  – włoski brydżysta z tytułami World Life Master w kategorii Open (WBF) oraz European Grand Master w kategorii Open i European Champion w kategoriach Open oraz Mixed (EBL).
Pełnił szereg funkcji we władzach brydżowych. W latach 1999..2010 był członkiem Komitetu Apelacyjnego EBL (EBL Appeals Committee). W latach 2003–2007 był członkiem Komitetu Systemów WBF (WBF Systems Committee). W latach 2004 był członkiem Komitetu Apelacyjnego WBF (WBF Appeals Committee).
Od roku 1998 wielokrotnie był członkiem komitetów apelacyjnych najważniejszych zawodów europejskich i światowych. Na wielu zawodach pełnił funkcję komentatora w brydżoramie.

## Wyniki brydżowe

### Olimpiady
Na olimpiadach uzyskał następujące rezultaty:
| Olimpiady brydżowe. Zawody teamów | Olimpiady brydżowe. Zawody teamów | Olimpiady brydżowe. Zawody teamów    | Olimpiady brydżowe. Zawody teamów | Olimpiady brydżowe. Zawody teamów | Olimpiady brydżowe. Zawody teamów |
| Rok                               | Miejsce                           | Zawody                               | Kategoria                         | Drużyna                           | Pozycja                           |
| --------------------------------- | --------------------------------- | ------------------------------------ | --------------------------------- | --------------------------------- | --------------------------------- |
| 2002                              | Salt Lake City                    | 4. Mistrzostwa o Wielką Nagrodę MKOL | Open                              | Italy                             | 3                                 |
| 2000                              | Lozanna                           | 3. Mistrzostwa o Wielką Nagrodę MKOL | Open                              | Italy                             | 2                                 |
| 2000                              | Maastricht                        | 11. Olimpiada Brydżowa               | Open                              | Italy                             | 1                                 |

### Zawody światowe
W światowych zawodach zdobył następujące lokaty:
| Mistrzostwa Świata. Konkurencja teamów | Mistrzostwa Świata. Konkurencja teamów | Mistrzostwa Świata. Konkurencja teamów | Mistrzostwa Świata. Konkurencja teamów | Mistrzostwa Świata. Konkurencja teamów | Mistrzostwa Świata. Konkurencja teamów |
| Rok                                    | Miejsce                                | Zawody                                 | Kategoria                              | Drużyna                                | Pozycja                                |
| -------------------------------------- | -------------------------------------- | -------------------------------------- | -------------------------------------- | -------------------------------------- | -------------------------------------- |
| 2011                                   | Veldhoven                              | 40. Mistrzostwa Świata Teamów          | Trans                                  | Italia Vinci                           | 47                                     |
| 2010                                   | Filadelfia                             | 13. Seria Mistrzostw Świata            | Open                                   | Lavazza                                | 9                                      |
| 2006                                   | Werona                                 | 12. Mistrzostwa Świata                 | Open                                   | Lavazza                                | 17                                     |
| 2005                                   | Estoril                                | 37. Mistrzostwa Świata Teamów          | Trans                                  | Zia                                    | 21                                     |
| 2003                                   | Monte Carlo                            | 36. Mistrzostwa Świata Teamów          | Trans                                  | Lavazza                                | 1                                      |
| 2002                                   | Montreal                               | 11. Mistrzostwa Świata                 | Open                                   | Lavazza                                | 1                                      |
| 2001                                   | Paryż                                  | 35. Mistrzostwa Świata Teamów          | Open                                   | Italy                                  | 4                                      |
| 2000                                   | Southampton                            | 34. Mistrzostwa Świata Teamów          | Trans                                  | De Falco                               | 8                                      |
| 2000                                   | Southampton                            | 34. Mistrzostwa Świata Teamów          | Open                                   | Italy                                  | 5                                      |
| 1982                                   | Biarritz                               | 6. Mistrzostwa Świata                  | Open                                   | Brandonisio                            | 34                                     |

| Mistrzostwa Świata. Konkurencja par | Mistrzostwa Świata. Konkurencja par | Mistrzostwa Świata. Konkurencja par | Mistrzostwa Świata. Konkurencja par | Mistrzostwa Świata. Konkurencja par | Mistrzostwa Świata. Konkurencja par |
| Rok                                 | Miejsce                             | Zawody                              | Kategoria                           | Partner                             | Pozycja                             |
| ----------------------------------- | ----------------------------------- | ----------------------------------- | ----------------------------------- | ----------------------------------- | ----------------------------------- |
| 2006                                | Werona                              | 12. Mistrzostwa Świata              | Miksty                              | Emanuela Calandra                   | 465                                 |
| 2006                                | Werona                              | 12. Mistrzostwa Świata              | Open                                | Agustin Madala                      | 87                                  |
| 2002                                | Montreal                            | 11. Mistrzostwa Świata              | Open                                | Norberto Bocchi                     | 37                                  |
| 1986                                | Miami Beach                         | 7. Mistrzostwa Świata               | Open                                | Giorgio Duboin                      | 11                                  |

| Mistrzostwa Świata. Konkurencja indywidualna | Mistrzostwa Świata. Konkurencja indywidualna | Mistrzostwa Świata. Konkurencja indywidualna | Mistrzostwa Świata. Konkurencja indywidualna | Mistrzostwa Świata. Konkurencja indywidualna | Mistrzostwa Świata. Konkurencja indywidualna |
| Rok                                          | Miejsce                                      | Zawody                                       | Kategoria                                    | Pozycja                                      |                                              |
| -------------------------------------------- | -------------------------------------------- | -------------------------------------------- | -------------------------------------------- | -------------------------------------------- | -------------------------------------------- |
| 2004                                         | Werona                                       | 6. Indywidualne Mistrzostwa Świata           | Open                                         | 40                                           |                                              |
| 2000                                         | Ateny                                        | 5. Indywidualne Mistrzostwa Świata           | Juniorzy                                     | 43                                           |                                              |

### Zawody europejskie
W europejskich zawodach zdobył następujące lokaty:
| Zawody europejskie. Konkurencja teamów | Zawody europejskie. Konkurencja teamów | Zawody europejskie. Konkurencja teamów   | Zawody europejskie. Konkurencja teamów | Zawody europejskie. Konkurencja teamów | Zawody europejskie. Konkurencja teamów |
| Rok                                    | Miejsce                                | Zawody                                   | Kategoria                              | Drużyna                                | Pozycja                                |
| -------------------------------------- | -------------------------------------- | ---------------------------------------- | -------------------------------------- | -------------------------------------- | -------------------------------------- |
| 2013                                   | Opatija                                | 12. Puchar Europy                        | Open                                   | G.S. Allegra - Italy                   | 1                                      |
| 2012                                   | Ejlat                                  | 11. Puchar Europy                        | Open                                   | G.S. Allegra - Italy                   | 1                                      |
| 2011                                   | Bad Honnef                             | 10. Puchar Europy                        | Open                                   | Allegra - Italy                        | 1                                      |
| 2009                                   | Paryż                                  | 8. Puchar Europy                         | Open                                   | Allegra - Italy                        | 7                                      |
| 2009                                   | San Remo                               | 4. Otwarte Mistrzostwa Europy            | Open                                   | Lavazza                                | 97                                     |
| 2009                                   | San Remo                               | 4. Otwarte Mistrzostwa Europy            | Miksty                                 | Calandra                               | 17                                     |
| 2006                                   | Rzym                                   | 5. Puchar Europy                         | Open                                   | Bcat - Italy                           | 3                                      |
| 2005                                   | Bruksela                               | 4. Puchar Europy Teamów                  | Open                                   | Bcat - Italy                           | 3                                      |
| 2005                                   | Teneryfa                               | 2. Otwarte Mistrzostwa Europy            | Open                                   | Lavazza                                | 68                                     |
| 2005                                   | Teneryfa                               | 2. Otwarte Mistrzostwa Europy            | Miksty                                 | Lavazza                                | 55                                     |
| 2004                                   | Barcelona                              | 3. Puchar Europy                         | Open                                   | Bcat - Italy                           | 3                                      |
| 2003                                   | Mentona                                | 1. Otwarte Mistrzostwa Europy            | Miksty                                 | Lavazza                                | 86                                     |
| 2003                                   | Mentona                                | 1 Otwarte Mistrzostwa Europy             | Open                                   | Lavazza                                | 17                                     |
| 2002                                   | Warszawa                               | 1. Puchar Europy Teamów                  | Open                                   | Italy                                  | 1                                      |
| 2002                                   | Ostenda                                | 7. Mistrzostwa Europy Mikstów            | Miksty                                 | Lavazza                                | 1                                      |
| 2001                                   | Teneryfa                               | 45. Mistrzostwa Europy Teamów            | Open                                   | Italy                                  | 1                                      |
| 2000                                   | Bellaria                               | 6. Mistrzostwa Europy Mikstów            | Miksty                                 | Bonori                                 | 20                                     |
| 1999                                   | Malta                                  | 44. Mistrzostwa Europy Teamów            | Open                                   | Italy                                  | 1                                      |
| 1984                                   | Hasselt                                | 9. Młodzieżowe Mistrzostwa Europy Teamów | Juniorzy                               | Italy                                  | 2                                      |
| 1982                                   | Salsomaggiore                          | 8. Młodzieżowe Mistrzostwa Europy Teamów | Juniorzy                               | Italy                                  | 9                                      |
| 1980                                   | Kefar ha-Makkabbi                      | 7. Młodzieżowe Mistrzostwa Europy Teamów | Juniorzy                               | Italy                                  | 12                                     |

| Zawody europejskie. Konkurencja par | Zawody europejskie. Konkurencja par | Zawody europejskie. Konkurencja par | Zawody europejskie. Konkurencja par | Zawody europejskie. Konkurencja par | Zawody europejskie. Konkurencja par |
| Rok                                 | Miejsce                             | Zawody                              | Kategoria                           | Partner                             | Pozycja                             |
| ----------------------------------- | ----------------------------------- | ----------------------------------- | ----------------------------------- | ----------------------------------- | ----------------------------------- |
| 2009                                | San Remo                            | 4. Otwarte Mistrzostwa Europy       | Miksty                              | Emanuela Calandra                   | 233                                 |
| 2005                                | Teneryfa                            | 2. Otwarte Mistrzostwa Europy       | Mikst                               | Maria Erhart                        | 179                                 |
| 2002                                | Ostenda                             | 7. Mistrzostwa Europy Mikstów       | Mikst                               | Maria Teresa Lavazza                | 51                                  |
| 2001                                | Sorrento                            | 11. Mistrzostwa Europy Par          | Open                                | Dano De Falco                       | 3                                   |
| 2000                                | Bellaria                            | 6. Mistrzostwa Europy Mikstów       | Mikst                               | Marisa d'Andrea Baffi               | 29                                  |
| 1999                                | Warszawa                            | 10. Mistrzostwa Europy Par          | Open                                | Dano De Falco                       | 31                                  |
| 1995                                | Rzym                                | 8. Mistrzostwa Europy Par           | Open                                | Stefano Caiti                       | 68                                  |
| 1991                                | Montecatini                         | 6. Mistrzostwa Europy Par           | Open                                | Enrico Mazzola                      | 46                                  |
| 1989                                | Salsomaggiore                       | 5. Mistrzostwa Europy Par           | Open                                | Giorgio Duboin                      | 20                                  |
| 1987                                | Paryż                               | 4. Mistrzostwa Europy Par           | Open                                | Antonio Vivaldi                     | 35                                  |

## Klasyfikacja
- Guido Ferraro – klasyfikacja WBF (ang.)
- Guido Ferraro – klasyfikacja EBL (ang.)